# Annie Dodge Wauneka
Annie Dodge Wauneka (Sawmill, 11 april 1910 – Toyei (Apache County), 10 november 1997) was een inheems Amerikaans, Navajo politicus en vooraanstaand lid in Navajo Nation. Daar staat zij sinds 1984 bekend als ‘Onze Legendarische Moeder’.

## Jeugd
Dodge Wauneka was de dochter van Henry Chee Dodge en K'eehabah (Mary Shirley Begaye). Zij is geboren in Deer Spring in Arizona waar haar moeder, de derde partner van Chee Dodge, vaak bij haar eigen familie verbleef. Dodge Wauneka werd hoofdzakelijk opgevoed door de eerste partner van Chee Dodge, Nanabah.
Dodge Wauneka’s vader was een leider van de Navajo en de rijkste man in hun lokale gemeenschap. In haar vroege jeugd hoedde Annie Dodge Wauneka schapen op haar vaders ranch. Toen zij acht jaar was ging zij naar de Bureau of Indian Affairs boarding school in Fort Defiance (Arizona). Vier jaar later werd ze naar de staatskostschool in Albuquerque (New Mexico) gestuurd, een school waar de leerlingen afkomstig waren van veel verschillende inheemse stammen; het onderwijs werd gegeven in het Engels.
Op haar eerste school bezweken in 1918 veel leerlingen aan de Spaanse griep. Zelf maakte zij een milde besmetting door en hielp vervolgens het personeel bij de verzorging van de zieken. Mede hierdoor raakte zij geïnteresseerd in de gezondheidszorg.
In 1929 huwde ze haar klasgenoot George Wauneka. Zij zouden acht kinderen krijgen, waarvan er twee op jeugdige leeftijd overleden en enkele een handicap hadden.

## Politieke en maatschappelijke inzet

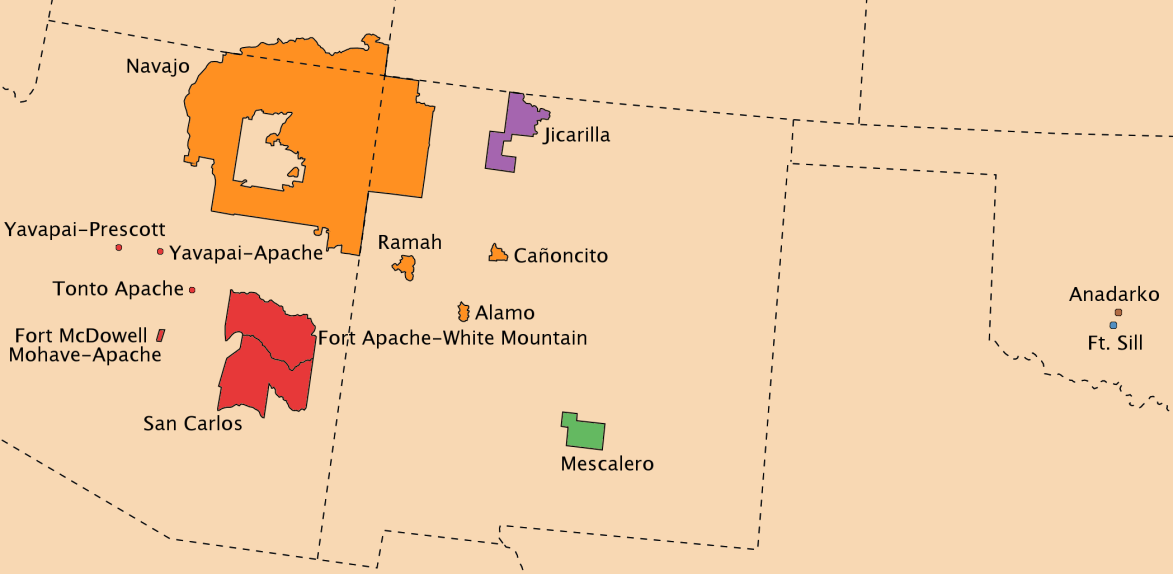
Het gebied van Navajo Nation in het zuidwesten van de VS (oranje); het grootste deel ligt in Apache County in het noordoosten van Arizona. Het ingesloten gebied behoort toe aan de Hopi.

In haar jeugd had Dodge Wauneka haar vader vaak gadegeslagen tijdens diens politieke beraadslagingen en handelen. En hoewel zij met haar gezin zijn ranch in Tanner Springs beheerde, vergezelde zij hem vaak tijdens zijn bezoeken in het kader van allerlei aangelegenheden in de gemeenschap van Navajo Nation. Waar mogelijk bood Dodge Wauneka hulp bij gezondheidsproblemen. Daarnaast woonde zij de door Chee Dodge voorgezeten vergaderingen van de Navajo Tribal Council (Navajo-stamraad) bij en bleef dit ook na zijn dood doen.
Dodge Wauneka is in 1951 verkozen in de Navajo Nation Council (Nationale Raad van Navajo Nation) en bekleedde haar functie 27 jaar, waarin zij 3 termijnen voorzitter was van het Committee Gezondheid en Welzijn. In die hoedanigheid bezocht ze jaarlijks de adviesraad bij het Bureau of Indian Affairs in Washington D.C. en groeide uit tot  representant en spreekbuis van Navajo Nation. Zij werd ook opgenomen in de adviesraad van de U.S. Surgeon General, het officiële lichaam van de federale raad voor de volksgezondheid. In die tijd studeerde Dodge Wauneka ook, aan de Universiteit van Arizona, waar zij een BSc behaalde in de gezondheidszorg.
Haar voornaamste verdiensten zijn het verbeteren van de gezondheidszorg en het onderwijs in Navajo Nation. Daarbij was een van haar speerpunten het terugdringen van tuberculose. Verder bracht zij trachoma, alcoholmisbruik en het gebruik van de drug peyote onder de aandacht. Daarnaast probeerde Dodge Wauneka de hygiëne onder de bevolking te verbeteren, onder meer via sanitair. In dit kader presenteerde ze tevens enkele jaren twee keer per maand een radioprogramma. Bovendien publiceerde ze een woordenboek van medische termen in het Navajo (Diné bizaad), hetgeen de communicatie tussen witte dokters, medicijnmannen en hun patiënten bevorderde. Zodoende introduceerde Wauneka medicijnmannen in de officiële gezondheidszorg van Navajo Nation. Van haar hand is ook de studie The Dilemma for Indian Women, gepubliceerd in Wassaja: A National Newspaper of Indian America (september 1976).

## Eerbetoon

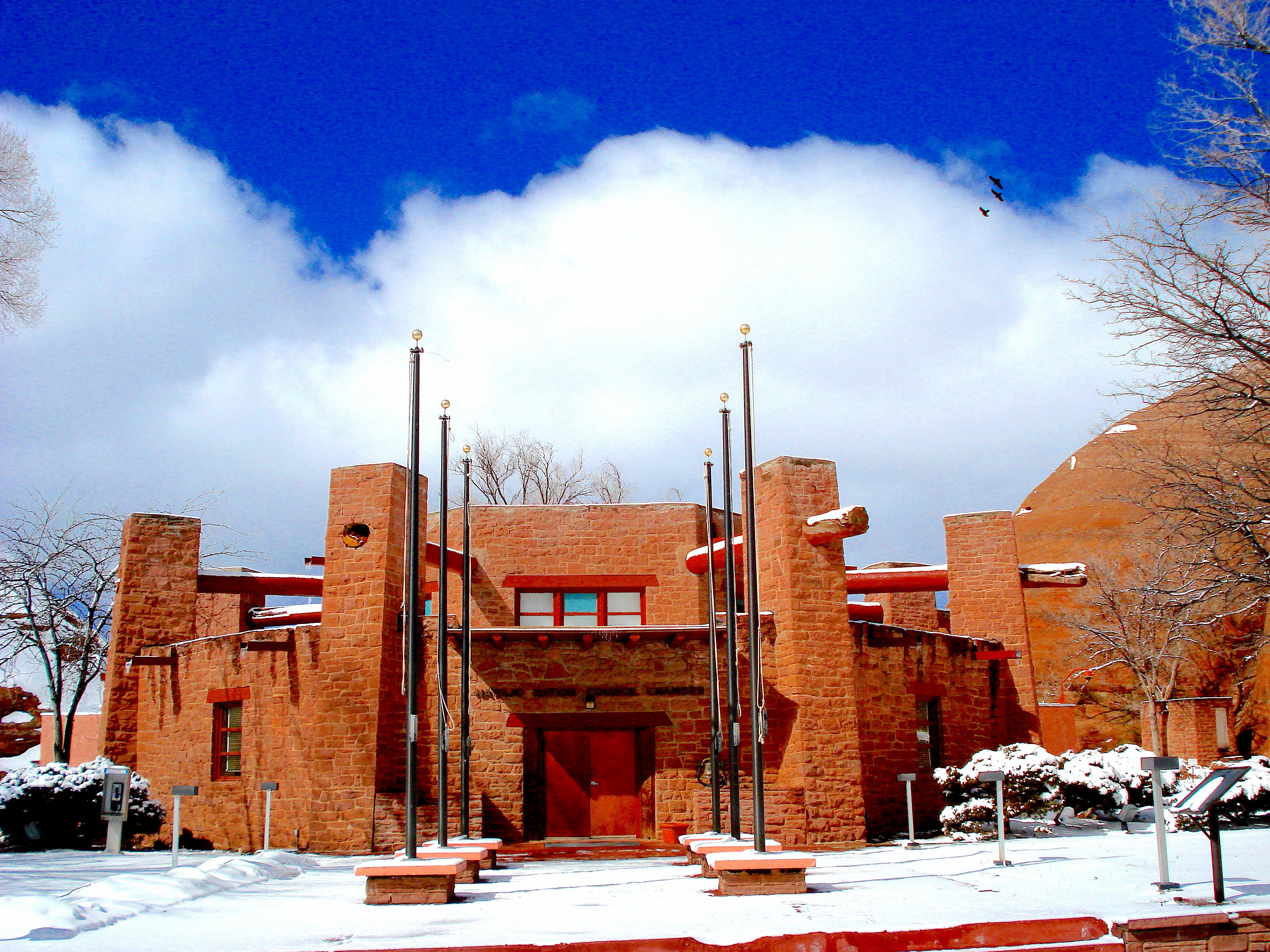
Parlementsgebouw van de Navajo Nation Council

Haar inzet en pioniersgeest leverden Annie Dodge Wauneka nationale erkenning op.
- Dodge Wauneka ontving in 1963 de haar door president John F. Kennedy toegekende Presidential Medal of Freedom uit handen van president Lyndon B. Johnson.[7]
- Annie Dodge Wauneka werd in 2007 opgenomen in de Amerikaanse National Women's Hall of Fame.
- Zij ontving in 1980 een eredoctoraat van de Universiteit van Albuquerque, in 1985 van de Universiteit van New Mexico en in 1976 en 1996 van de Universiteit van Arizona.
- Ze werd verkozen tot Arizona Woman of the Year (1959) en tot Vrouw van het Jaar door het Ladies' Home Journal (1976)
- Dodge Wauneka ontving de Navajo Medal of Honor en de Indian Council Fire Achievement Award (1959).

- Gemeinsame Normdatei: 123210720
- International Standard Name Identifier: 0000 0000 2220 2464
- Library of Congress Control Number: n00100757
- Nationale Bibliotheek van Israël: 987007604950605171
- Système universitaire de documentation: 13031322X
- Virtual International Authority File: 5834609
- WorldCat: E39PBJp6bTwdCyjC3PppxP3fbd